# Abdera (città moderna)
Abdera (in greco Άβδηρα?, Avdīra) è un comune della Grecia situato nella periferia della Macedonia orientale e Tracia (unità periferica di Xanthi) di 19.005 abitanti secondo i dati del censimento 2011.
A seguito della riforma amministrativa detta Programma Callicrate in vigore dal gennaio 2011 che ha abolito le prefetture e accorpato numerosi comuni, la superficie del comune è ora di 352 km² e la popolazione è passata da 3.917 a 19.005 abitanti.
L'attuale circoscrizione venne istituita con la riforma promulgata dal governo locale mediante la fusione di tre municipalità:
- Abdera
- Selero
- Vistonida.

Abdera è suddivisa nelle comunità di Abdera, Mandra, Myrodato e Nea Kessani. Quella di Abdera è costituita dai nuclei urbani di Abdera, Giona, Lefkippos, Pezoula e Skala.
Punti di interesse culturale e turistico sono:
- il Museo Archeologico di Abdera
- la spiaggia di Agios Ioannis (altrimenti nota come Paralia Avdiron), nei pressi del villaggio di Lefkippos.

## Storia
Secondo la tradizione, la città fu fondata da Eracle e deriverebbe il nome da Abdero, un suo compagno, divorato dalle giumente antropofaghe di Diomede. Abdera fu fondata intorno al 655 a.C. da coloni greci di Clazomene (greco: Klazomenai) in Asia Minore, guidati da Timesio, secondo quanto narra Erodoto. Dopo una prima distruzione ad opera di popolazioni tracie, venne rifondata verso la metà del VI secolo a.C. da coloni provenienti da Teo, tra i quali si trovava il poeta Anacreonte, sfuggiti all'invasione persiana. Durante la guerra del Peloponneso venne utilizzata come acquartieramento dall'imponente esercito di Serse I. La città fece parte della Lega di Delo nel V secolo a.C.
La sua importanza sembra diminuire dopo la metà del IV secolo a.C., a causa di una serie di rovesci militari. Nel 376 a.C. venne invasa e distrutta dalla tribù tracia dei Triballi, a causa dei quali perirono tutti gli abitanti che parteciparono alla sua difesa.
Poco dopo, verso l'anno 350 a.C., Filippo II di Macedonia ne occupò il porto. Nel III secolo a.C. continua la cattiva sorte di Abdera, con la conquista da parte di Lisimaco di Tracia, dei seleucidi, dei tolomei e, di nuovo, dei macedoni. La città venne saccheggiata dalle legioni romane nell'anno 170 a.C. e nel 148 a.C. venne dichiarata città libera.
Ad Atene era proverbiale dire che l'aria di Abdera causava stupidità, nonostante, tra i suoi cittadini si potessero annoverare persone rinomate come Protagora e Democrito.
Nel IX secolo d.C. Abdera venne ribattezzata Polystylon (Πολύστυλον / Polístilon) prima di cadere sotto il dominio dagli ottomani.

## Monumenti e luoghi d'interesse

### Sito archeologico
Gli scavi archeologici della città antica, iniziati negli anni sessanta, hanno portato alla luce una interessante necropoli, la cinta muraria e numerose suppellettili. Le rovine della città sono in parte ancora conservate.

## Città omonime
Con il nome di Abdera vengono indicate altre due antiche città:
1. una colonia dei Fenici[6], citata dagli antichi scrittori, tra cui Strabone, situata nella regione andalusa della Spagna, detta in quei tempi Spagna Betica, presso l'odierna località di Adra.[7]
2. una città vescovile dell'Africa, forse la stessa Abdir o Abdinta[8]